# Sublegatus obscurior
Sublegatus obscurior là một loài chim trong họ Tyrannidae.